# William G. Moorhead
Pour les articles homonymes, voir Moorhead.
William Garroway Moorhead (1811-1895) était un banquier et industriel américain, administrateur de la Northern Pacific Railroad et beau-frère du financier Jay Cooke, dont il avait épousé la sœur, Sarah Cooke. 

## Biographie
Né le 7 juillet 1811 à Halifax, en Pennsylvanie, il était l'un des sept enfants de William Moorhead et Elizabeth Kennedy. Après avoir travaillé dans l'administration de canaux, il a été nommé superviseur de l'Alleghany Portage Railroad en 1840, puis consul des États-Unis à Valparaíso au Chili.
En 1848, lors de la ruée vers l'or en Californie, il fonde la firme of "Moorhead, Whitehead and Waddington", pour alimenter les prospecteurs en nourriture du Chili, en échange de métaux précieux qu'il recycle sur les marchés européens. Les profits importants de cette société lui permettent de fonder la banque Jay Cooke & Co avec son beau-frère Jay Cooke. En 1857, il devient par ailleurs président de la "Sunbury and Erie Railroad".
Le 27 avril 1870, il devient administrateur de la Saint-Paul and Pacific Railroad, filiale de la Northern Pacific Railroad, à Duluth, dans le Minnesota, tandis qu'une petite ville de la région est nommé d'après son patronyme. À l'été 1873, il participe à l'Expédition de la rivière Yellowstone, qui se termine par des accrochages avec des guerriers indiens.